# مجموعه غار آرنی-۱
مجموعه غار آرنی-۱ (به زبان ارمنی: Արենիի քարանձավ) یک غار در جنوب ارمنستان است که در روستای آرنی استان وایوتس‌جور واقع شده‌است.

## نگارخانه

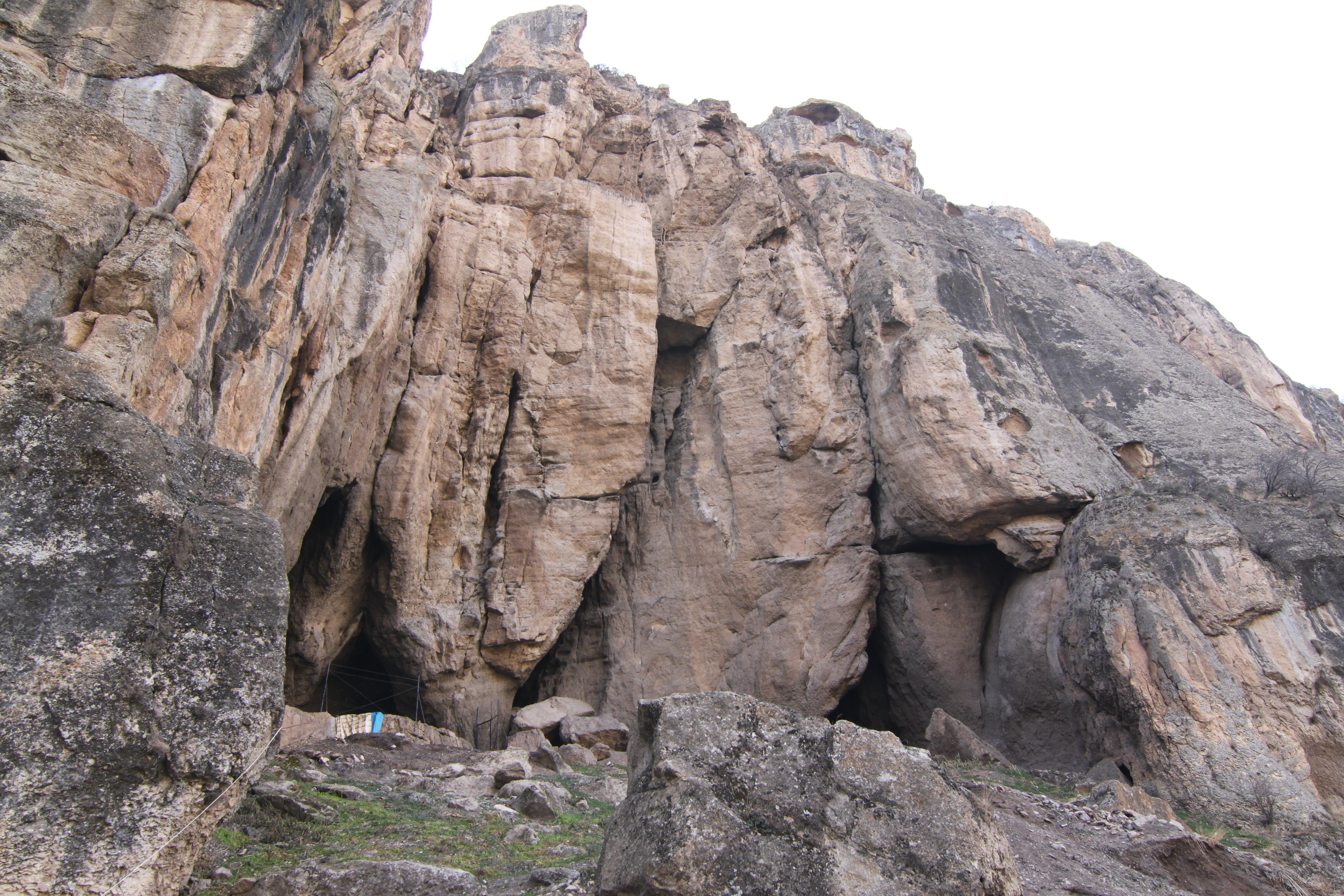
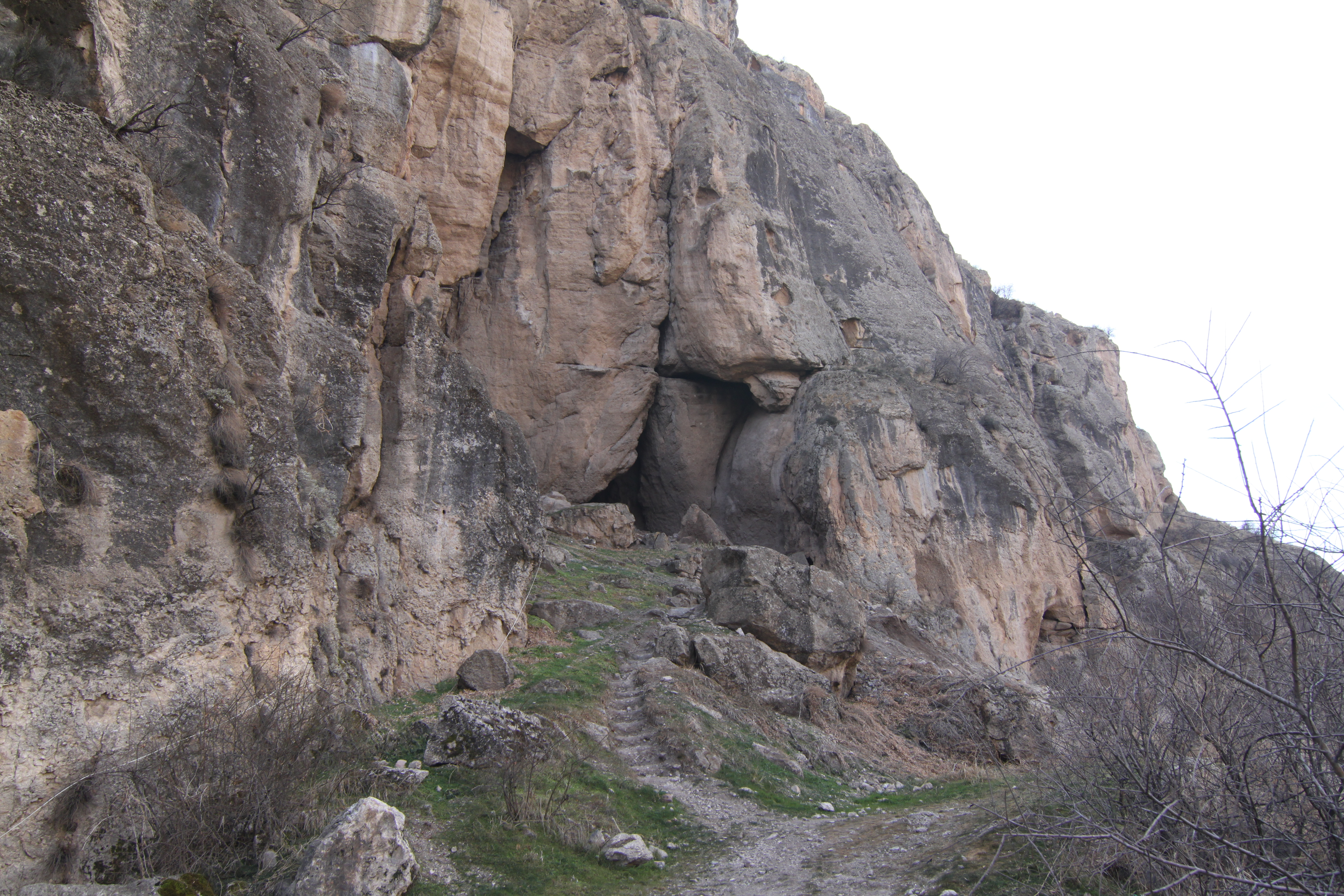
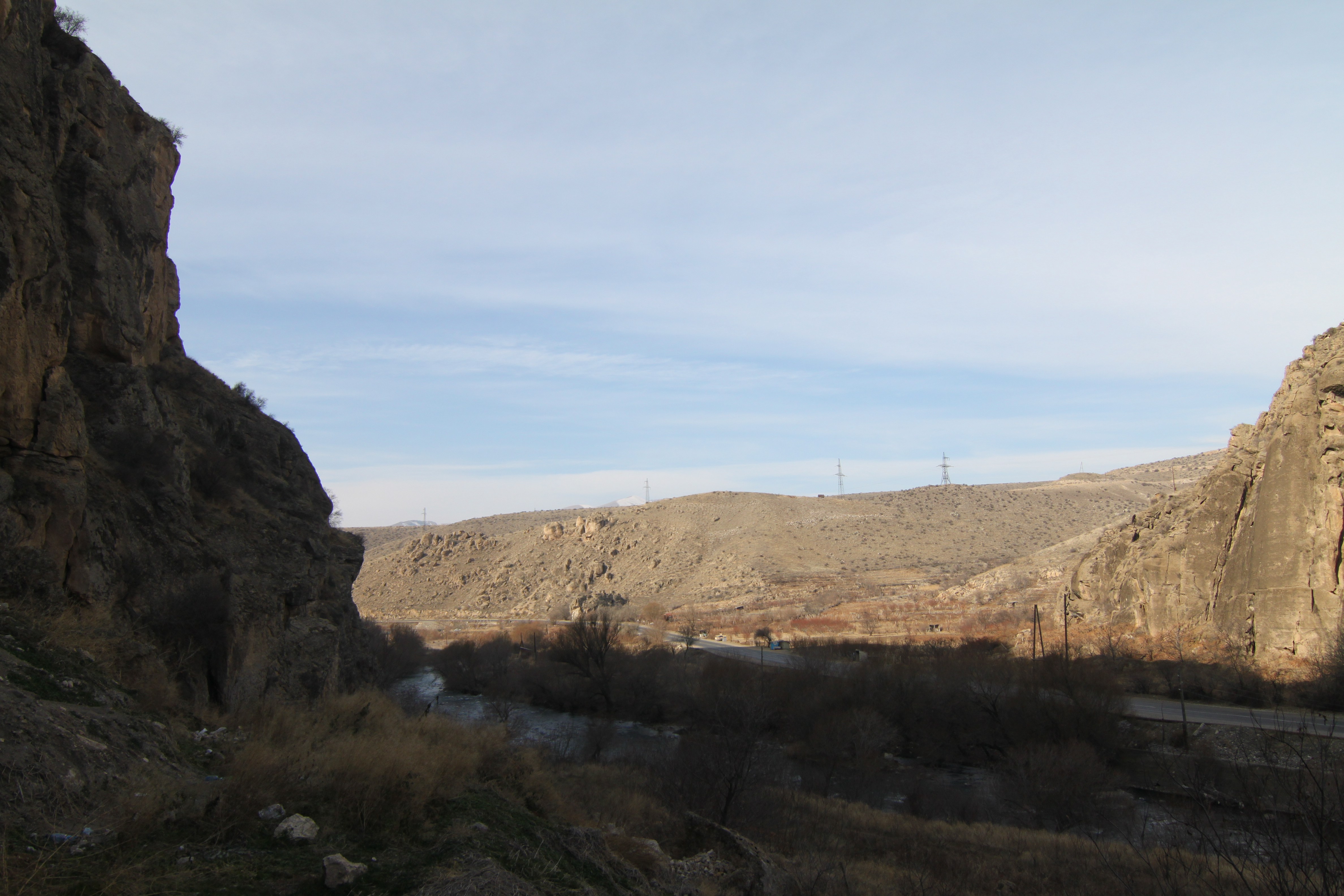
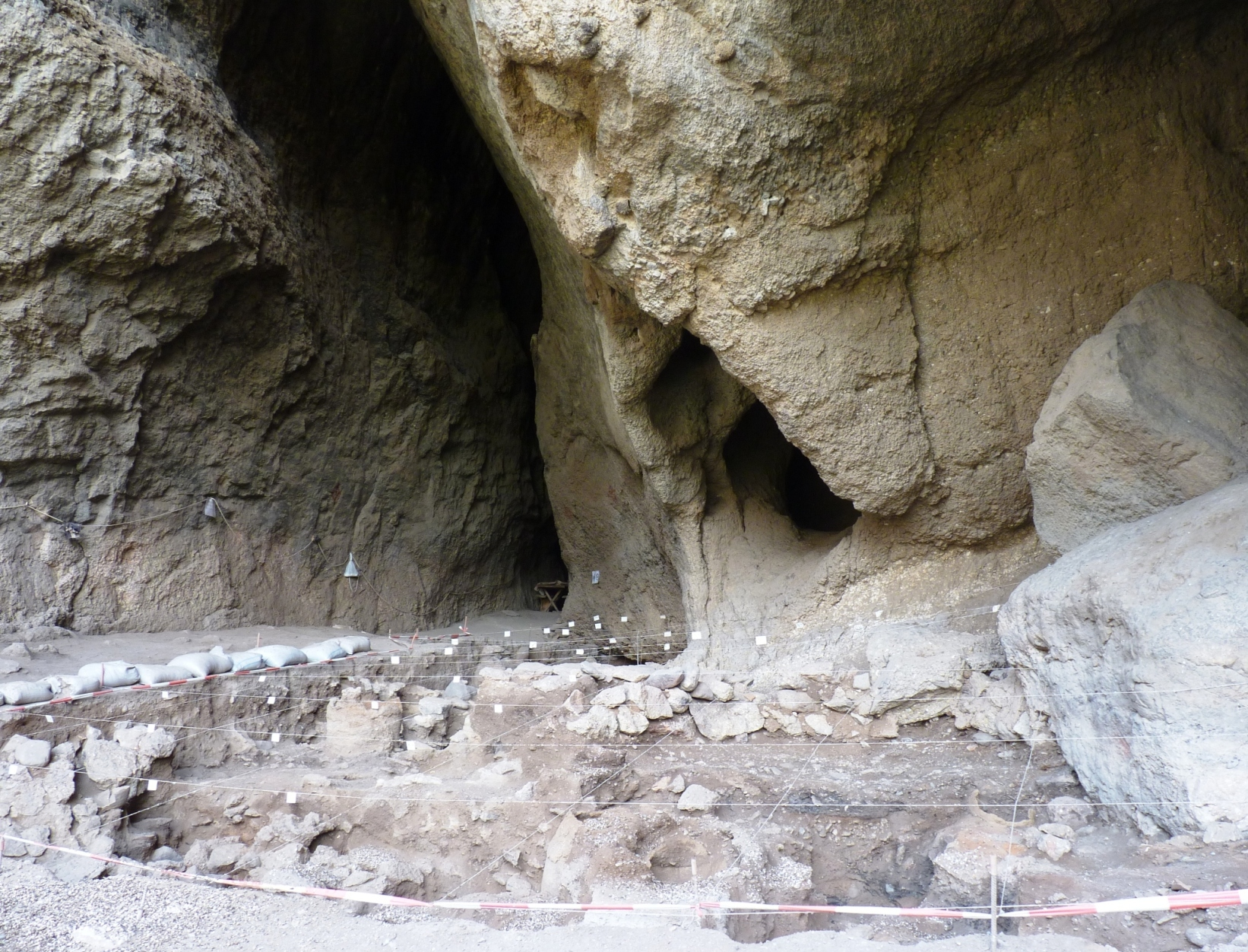